# 정통
정통(正統, 1436년 ~ 1449년)은 명나라 영종(英宗) 정통제(正統帝)의 연호이다. 14년 가량 사용하였다.
영종이 토목의 변으로 인하여 포로가 되서 제위 공석이 생기자, 이복 동생 경태제(景泰帝)가 즉위한 후에 경태(景泰)로 개원하기 전까지 정통 연호를 사용하였다.

## 개원
- 선덕(宣德) 10년 1월 10일[1](율리우스력 1435년 2월 7일)에 연호를 정통(正統)으로 정하고, 다음 해 1월 1일[2](율리우스력 1436년 1월 18일)에 개원함.[3][4][5]

- 정통(正統) 14년 9월 6일[6](율리우스력 1449년 9월 22일)에 연호를 경태(景泰)로 정하고, 다음 해 1월 1일[7](율리우스력 1450년 1월 14일)에 개원함.[8][9][5]

## 연대 대조표
| 정통 | 서기(西紀) | 간지(干支) |
| 원년 | 1436년     | 병진(丙辰) |
| 2년  | 1437년     | 정사(丁巳) |
| 3년  | 1438년     | 무오(戊午) |
| 4년  | 1439년     | 기미(己未) |
| 5년  | 1440년     | 경신(庚申) |
| 6년  | 1441년     | 신유(辛酉) |
| 7년  | 1442년     | 임술(壬戌) |
| 8년  | 1443년     | 계해(癸亥) |
| 9년  | 1444년     | 갑자(甲子) |
| 10년 | 1445년     | 을축(乙丑) |
| 정통 | 서기(西紀) | 간지(干支) |
| 11년 | 1446년     | 병인(丙寅) |
| 12년 | 1447년     | 정묘(丁卯) |
| 13년 | 1448년     | 무진(戊辰) |
| 14년 | 1449년     | 기사(己巳) |

## 동시대 연호

### 중국
- 진감호(陳鑑胡) 태정(泰定) (1448년 ~ 1449년)
- 황소양(黃蕭養) 동양(東陽) (1449년 ~ 1450년)

### 베트남
- 티에우빈(紹平) (1433년 ~ 1439년)
- 다이바오(大寶) (1440년 ~ 1442년)
- 다이호아(大和) (1443년 ~ 1453년)

### 일본
- 에이쿄(永享) (1429년 ~ 1441년)
- 가키쓰(嘉吉) (1441년 ~ 1444년)
- 분안(文安) (1444년 ~ 1449년)
- 호토쿠(寶德) (1449년 ~ 1452년)

## 같이 보기
- 중국의 연호 목록